# الیاس صخیری
الیاس صخیری (انگلیسی: Ellyes Skhiri؛ زادهٔ ۱۰ مهٔ ۱۹۹۵) بازیکن فوتبال اهل تونس است.
از باشگاه‌هایی که در آن بازی کرده‌است می‌توان به باشگاه فوتبال مون‌پلیه اشاره کرد.